# Polibotes

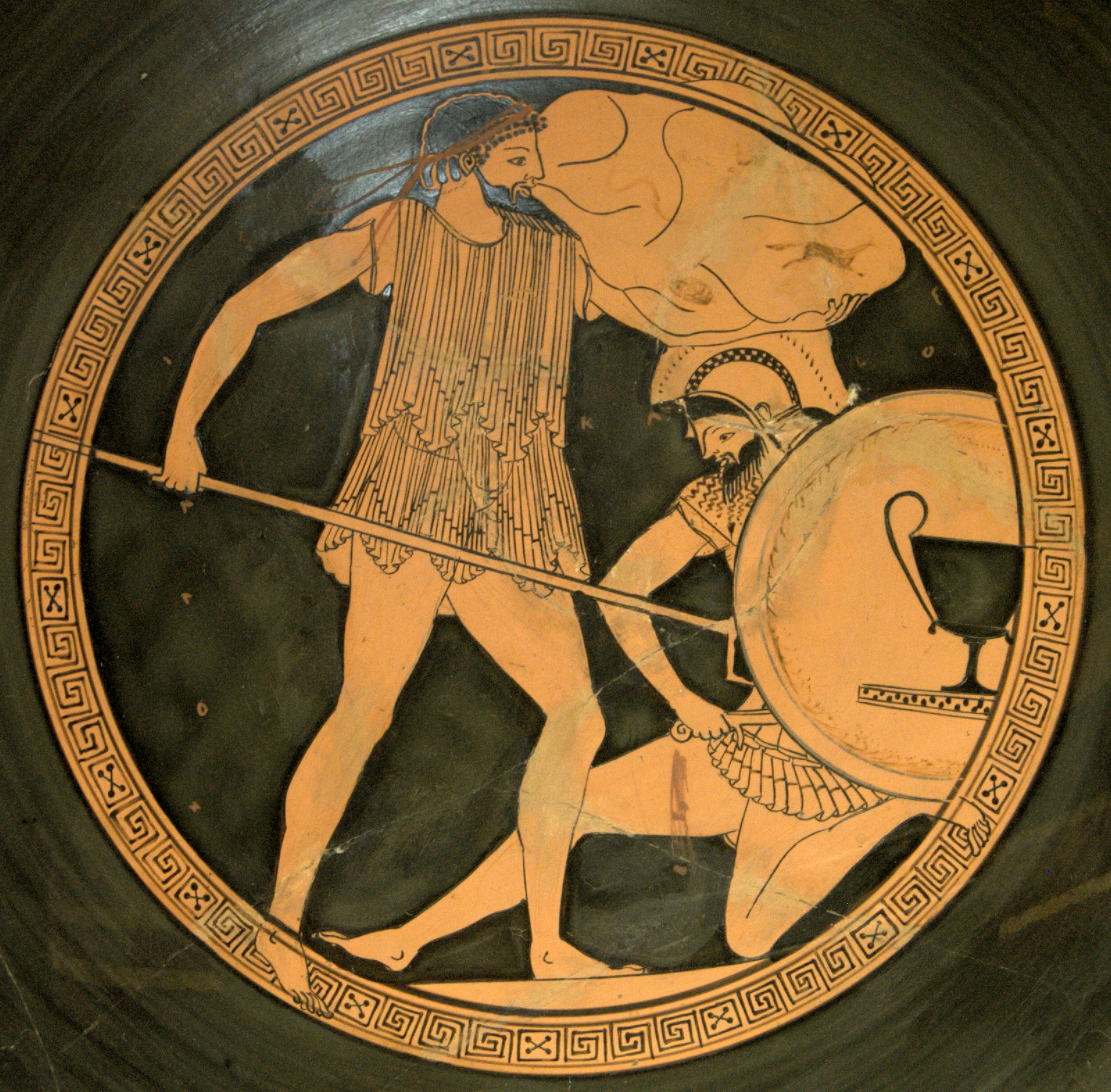
Poseidón luchando contra Polibotes (copa ática, circa 475-470 a. C, descubierta en Vulci, Etruria).

En la mitología griega, Polibotes (Πολυβώτης / Polybṓtēs: «mucho alimento») es uno de los gigantes que participan en la rebelión contra los Olímpicos. 
Durante ella, mantuvo un combate singular con el dios Poseidón, que lo persiguió hasta la isla de Cos. Allí el dios arrancó un pedazo de la isla, arrojándolo sobre su enemigo, que quedó sepultado bajo él. Dicha porción de tierra es el islote de Nisiros.
Era el gigante encargado de acabar con Poseidón.No se habla mucho de él en las historias de mitología.